# Johann Frauenlob
Johann Frauenlob (* im 16. oder 17. Jahrhundert; † im 17. Jahrhundert) ist das Pseudonym eines Schriftstellers im Barock, der 1631 ein Lexikon der „gelehrten Weiber“ veröffentlichte und sich auf der Titelseite als (deren?) „General Notarium“ bezeichnet.

## Frauenlobs Identität
Wer sich hinter dem Pseudonym Johann Frauenlob verbirgt, ist nicht eindeutig geklärt. 
Eine Identität mit Heinrich von Meißen, der ebenfalls Frauenlob genannt wurde, besteht nicht. Er lebte vier Jahrhunderte vor Johann Frauenlob. Gleichwohl führte die Namensgleichheit zu Verwechslungen. Ob sich das Pseudonym des barocken Johann Frauenlob absichtlich auf Heinrich von Meißen bezieht, ist nicht erforscht.
Elisabeth Gössmann geht auf eine mögliche Parallelität zu dem „General Notarium der löblichen Societet der gelehrten Weiber“ ein – so heißt es auf der Titelseite des barocken Druckes von Frauenlobs Frauenlexikon –, eine mögliche reale weibliche Gelehrten-Gesellschaft, deren Sekretär Frauenlob vielleicht war.
Linda Maria Koldau führt in Frauen – Musik – Kultur dieselbe Quelle an, nach der Johann Frauenlob eine Verbindung zu einem Coburger Professor der Eloquenz, Israel Clauderus, gehabt haben oder mit diesem identisch sein könnte. Koldau führt Frauenlob mehrmals an und hat, wie Gössmann, über die in den damaligen Zeiten im Zuge der Querelle des femmes vielfach erschienenen ähnlichen Quellen geschrieben.

## Frauenlobs Frauenlexikon
Frauenlobs Schrift Die Lobwürdige Gesellschafft der Gelehrten Weiber ist ein (kleines) Lexikon von Frauen, die sich durch besondere Klugheit, Wissen und Können in alter und neuerer Zeit hervorgetan haben. Es erschien 1631 an unbekanntem Ort und ist rund 40 Seiten stark, mit Ausnahme der Vorrede ist es paginiert. Dieses Lexikon wurde im Jahr 2000, zusammen mit weiteren historischen feministischen Schriften des 16.–18. Jahrhunderts, in einem kommentierten Nachdruck des Originals durch Elisabeth Gössmann neu herausgegeben.
In seiner Vorrede hält Frauenlob die gelehrten Frauen den gottlosen, hoffärtigen Maidlin als Beispiel wider die Sünde gegen Gott vor und ermahnt die Eltern zur guten Erziehung der Mädchen. Damit zeigt er, trotz seiner spürbaren Achtung vor dem gelehrten weiblichen Menschen, die ambivalente Haltung seiner Zeit zu Leistungen von Frauen.

„Das Außergewöhnliche an der Gelehrsamkeit der Frauen wird also weder abgelehnt, noch werden diese Personen als nicht mehr fraulich diskriminiert, aber ihre gepriesenen Kenntnisse und Fähigkeiten erscheinen letztlich doch nur als die Fortsetzung einer vor Torheiten bewahrenden Erziehung von Frauen durch Darbietung von Stoffen zum Lernen“

Obwohl das Können der Frauen nicht um ihrer selbst willen gepriesen wird, kam ein wertvolles Lexikon dabei zustande, das heute in der feministischen Forschung eine Rolle spielt.
Weitere Schriften unter dem Pseudonym Frauenlob sind nicht bekannt. Das Lexikon hatte 1633 eine zweite Auflage.

## Werke
- Johann Frauenlob: Die Lobwürdige Gesellschafft der Gelehrten Weiber/ das ist: Kurtze/ Historische Beschreibung/ der fürnembsten gelehrten/ verständigen und Kunsterfahrnen Weibspersonen/ die in der Welt biß auff diese Zeit gelebet haben. Auß unterschiedlichen glaubwürdigen Historicis, sowohl auch eigenen Erfahrung/ zusammen getragen […]. o. O., 1631 (Digitalisat in: austrian literature online – alo).
  - Reprint: Elisabeth Gössmann (Hrsg.): Eva – Gottes Meisterwerk (= Archiv für philosophie- und theologiegeschichtliche Frauenforschung Band 2). 2. überarb. und erw. Auflage. Iudicium, München 2000 (1985), ISBN 3-89129-002-0, S. 114–159 (zusammen mit 9 weiteren historischen, frauengeschichtlichen Schriften des 16.–18. Jahrhunderts; mit Einleitung und Kommentaren).

## Nachweise
1. ↑  Die lobwürdige Gesellschaft der gelehrten Weiber. (1631) auf literature.at
2. ↑  Eva Gottes Meisterwerk. 2000, S. 116.
3. ↑  Eva Gottes Meisterwerk. 2000, S. 115/116.
4. ↑  Eva Maria Koldau: Frauen – Musik – Kultur. 2005, S. 516, Fußnote 49.
5. ↑  Elisabeth Gössmann: Eva Gottes Meisterwerk 2000, Kapitel II, S. 115–159.
6. ↑  Elisabeth Gössmann: Eva Gottes Meisterwerk. 2000, Kapitel II, Kommentar zu Johann Frauenlob: Die Lobwürdige Gesellschafft der Gelehrten Weiber. 2000, S. 117.

| Personendaten    | Personendaten                               |
| ---------------- | ------------------------------------------- |
| NAME             | Frauenlob, Johann                           |
| ALTERNATIVNAMEN  | Frawenlob, Johann.; Frawenlob, Johannes     |
| KURZBESCHREIBUNG | deutschsprachiger Schriftsteller des Barock |
| GEBURTSDATUM     | 16. Jahrhundert oder 17. Jahrhundert        |
| STERBEDATUM      | 17. Jahrhundert                             |